# Phaselia shurensis
Phaselia shurensis là một loài bướm đêm trong họ Geometridae.